# Поліщук Василь Валерійович
Василь Валерійович Поліщук — молодший сержант Збройних сил України, відзначився у ході російського вторгнення в Україну, учасник російсько-української війни, Герой України з удостоєнням ордена «Золота Зірка» (посмертно).

## Життєпис
Василь Поліщук народився 25 серпня 1995 року в селі Старий Іржавець Оржицької селищної громади на Полтавщині. У сім'ї він був довгоочікуваним первістком. Після закінчення загальноосвітньої школи в рідному селі в 2013 році разом із сестрою пішов до коледжу в Лубнах здобувати лісогосподарський фах, але з початком Революції Гідності покинув навчання і поїхав до Києва на Майдан. Не маючи досвіду військової служби після закінчення Революція гідності він пройшов 40-денні курси для вступу до батальйону «Дніпро-1». Через кілька місяців служби в антитерористичній операції на сході України перейшов до «Азову» бойовим медиком та переїхав до Маріуполя. Там він познайомився зі своєю першою дружиною, яка, тікаючи від війни, переїхала в Маріуполь з Донецька. У Маріуполі в нього у 2016 році народився син. І саме в районі цього міста військовий отримав своє перше поранення. 7 вересня 2017 року разом з побратимами він пішов на завдання, де його та ще трьох хлопців було важко поранено: множинні осколкові поранення — великий осколок пройшов біля серця і пробив легеню, половину якої видалили. Він відмовився від групи інвалідності: пролікувавшись місяць у клініці, побув вдома десь пів року, а потім вирішив знову повертатися на службу. У 2018 році йому вдалося переконати лікарів та повернувся на військову службу. В цей час він розлучився з першою дружиною. Ніс військову службу в складі 30-ї окрему механізовану бригаду на Житомирщині. На «нулі» він познайомився з другою дружиною Олею, яка теж є бойовою офіцеркою та служить у 30-й бригаді. Василь Поліщук пройшов службу від старшого солдату, згодом отримав звання молодшого сержанта і став головним сержантом взводу. На Звягельщині у нього у 2020 році з'явилася на світ донька Анюта. Також у 2020 році вступив на заочне відділення до Рівного у Національний університет водного господарства та природокористування за спеціальністю історика.
Початок повномасштабного російського вторгнення в Україну Василь Поліщук з побратимами зустрів на позиціях у Донецькій області. 7 квітня 2022 року отримав друге множинне осколкове поранення, однак повернувся до служби, перебував на Харківщині. Загинув 27 серпня 2022 року. Росіяни неочікувано почали атаку — неподалік їхніх позицій вискочив ворожий танк. Василь зреагував миттєво: схопив ручний протитанковий гранатомет і відкрив вогонь, перевівши увагу ворога на себе, поки побратими заправляли снаряди у зброю. Йому вдалося підбити той танк, але, як виявилося, у кущах ховався ще один танк. Цей танк влучив у мужнього воїна прямим попаданням. Він загинув миттєво, але зробив те, що збирався — виграв час для своїх побратимів, які змогли зарядити зброю і дати відсіч росіянам. 30 серпня рідні забрали тіло Василя Поліщука й повезли до Києва на кремацію, як він заповідав. 1 вересня урну з прахом загиблого воїна поховали у рідному селі на Полтавщині.
22 липня начальник Полтавської обласної військової адміністрації Філіп Пронін підписав розпорядження про перейменування вулиць Полтави, які не встигли декомунізувати. Завдяки цьому зʼявилися 7 нових назв на честь героїв, якими назвали вулиці Полтави. Так вулицю Гвардійську перейменували на вулицю Василя Поліщука.

## Родина
У загиблого залишились батьки, двоє дітей (син Іван, донька Анна), брат та сестра.

## Нагороди
- звання «Герой України» з удостоєнням ордена «Золота Зірка» (29 вересня 2023, посмертно) — за особисту мужність і героїзм, виявлені у захисті державного суверенітету та територіальної цілісності України, самовіддане служіння Українському народові. Нагороду вручив родині загиблого президент України Володимир Зеленський 13 березня 2024 року, в День українського добровольця[6].
- звання "Почесний громадянин Звягеля" (посмертно) — за мужність і відвагу при захисті Вітчизни. Рішенням міської ради міста Звягель від 01 червня 2023 року.
- нагороджений почесним нагрудним знаком  від командувача військ оперативного командування "Північ" Сухопутних військ Збройних Сил України Валерієм Залужним — медалюю "За сумлінну службу" 15 серпня 2020 року.
- нагрудний знак «Ветеран війни — учасник бойових дій»